# Bibliotecă națională
O bibliotecă națională este o bibliotecă înființată de un guvern ca depozit preeminent de informații al unei țări. Spre deosebire de bibliotecile publice, acestea rareori permit cetățenilor să împrumute cărți. Adesea, acestea includ numeroase lucrări rare, valoroase sau semnificative. O bibliotecă națională este acea bibliotecă care are datoria de a colecta și păstra literatura națiunii în interiorul și în afara țării. Astfel, bibliotecile naționale sunt acele biblioteci a căror comunitate este națiunea în general. Printre exemple se numără British Library și Bibliothèque nationale de France din Paris.